# Hochbunker Vilich-Müldorf

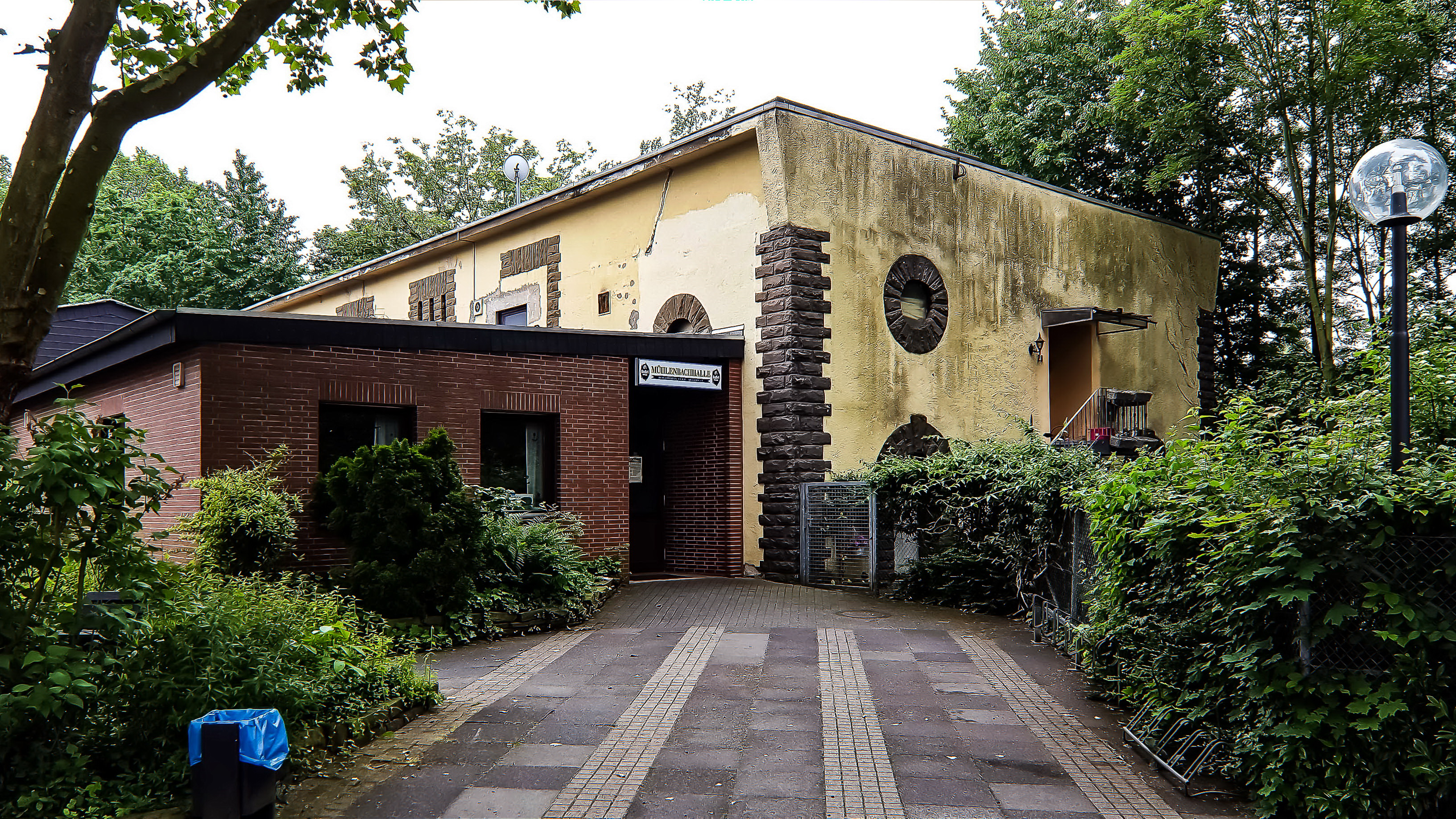
Hochbunker Vilich-Müldorf

Der Hochbunker Vilich-Müldorf war ein Luftschutzbunker des Zweiten Weltkriegs in Vilich-Müldorf, einem Ortsteil des Bonner Stadtbezirks Beuel. Das Gebäude wird heute durch Vereine genutzt.

## Geschichte
Die Städte des Deutschen Reiches wurden je nach Grad ihrer Luftgefährdung in Städte I., II. und III. Ordnung eingeteilt. Anhand dieser Einteilung wurden die für den jeweiligen Ort zu treffenden Luftschutzmaßnahmen gestaffelt. Bonn wurde in der Besonderen Anlage 10 des Mobilmachungsplanes der Luftwaffe einer von 104 Luftschutzorten der I. Ordnung zugeordnet. Im Rahmen der Kriegsvorbereitungen wurde Beuel und somit auch Vilich-Müldorf, auch auf Grund seiner starken Industriekonzentration, der höchsten Luftschutzkategorie zugeordnet. Als fünftes Luftschutzrevier von Bonn war die Gemeinde Beuel in zivilen Luftschutzfragen dem Bonner Oberbürgermeister unterstellt. 
Die Luftschutzmaßnahmen wurden in Luftschutzteilübungen in den Jahren 1936 bis zum Kriegsausbruch geübt. Bei diesen Übungen wurde auch auf eine einwandfreie Löschwasserversorgung geachtet, die in Vilich-Müldorf auf Grund der zu kleinen Zubringerleitungen nicht ausreichend war. Trotz der intensiven Übungen des passiven Luftschutzes wurde ein Jahr nach Kriegsbeginn erkannt, dass dieser auch in Verbindung mit dem aktiven Luftschutz nicht für den Schutz der Städte ausreichte. Deshalb wurde im Herbst 1940 das für Berlin entworfene als sogenanntes Führer-Sofortprogramm auf ausgewählte Städte übertragen. Hierzu zählten Bonn und die in Luftschutzfragen angegliederte Gemeinde Beuel. Der betroffene Baudezernent wurde bei einer Tagung in Berlin am 14. November mit den Baudezernenten der betroffenen Städte über die Grundzüge des Programms informiert.

## Bunker
Der Vilich-Müldorfer Hochbunker gehörte zu insgesamt 14 Bunkern, die in Bonn und der in Luftschutzfragen angeschlossenen Gemeinde Beuel geplant und gebaut wurden. Die hohe Anzahl dieser Bauwerke, im Vergleich zu anderen deutschen Städten, resultierte aus der Zuordnung zur höchsten Luftschutzklasse. 
Mit dem Bau des Bunkers wurde bereits am 7. Dezember 1940 begonnen, also knapp einen Monat nach der Bekanntgabe des Programms. Fertiggestellt wurde er am 1. Mai 1941. Über die Kapazität des Bunkers gibt es widersprüchliche Angaben. So geht eine Publikation aus dem Jahr 1989 von 185 Liege- und 80 Sitzplätzen aus, die 1944 unter Wegfall der Liegeplätze in 250 Sitzplätze umgewandelt worden seien. Eine andere Publikation aus dem Jahr 1994 beziffert das Fassungsvermögen mit 500 Personen. Die Baukosten betrugen, gemäß einer Aufstellung des Beueler Bürgermeisters an den Landrat vom 14. August 1941, 300.000 Reichsmark. 
Der Bunker gehörte neben dem Bunker an der Bonner Immenburgstraße und dem Bunker in Pützchen zu den ersten in Bonn fertiggestellten Bunkern. Dies war beabsichtigt, da die drei relativ kleinen Schutzbauten schnell errichtet werden konnten und man so die beim Bau gewonnenen Erfahrungen beim Bau der größeren Schutzbauten verwenden konnte. 
Für den Bunkerbau schlossen sich lokale Baufirmen zur ARGE Heiland & Quadt – Bohl & Weber zusammen. Die zum Bunkerbau eingesetzten Kriegsgefangenen waren während der Bauzeit u. a. in Geislar untergebracht. Ca. ein Drittel hiervon waren französische Kriegsgefangene aus dem Stalag VI G, das in Duisdorf errichtet worden war. Diesem Stalag unterstanden bis zu 53.000 Gefangene, wovon bis zu 7.000 Gefangene im Lager selbst lebten. Die anderen wurden in zahlreichen Arbeitskommandos im gesamten Rheinland eingesetzt. 
Errichtet wurde der Hochbunker wegen der Nähe zum Flugplatz Hangelar, auf dem während des Krieges verschiedene Tagjagd-, Nachtjagd-, Schlacht- und Nachtschlachtgruppen stationiert waren. Die bekannteste von ihnen war die I. Gruppe des Jagdgeschwaders 300 „Wilde Sau“. Ein weiterer Grund für die Errichtung war die Nähe zur Straßenbahnhaltestelle der Fernbahn Bonn–Siegburg. An dieser Haltestelle wurden bei Fliegeralarmen die Wagen der Bahn abgestellt und die Passagiere fanden Schutz im Bunker. Die Ordnung und Betreuung der Schutzsuchenden wurde durch abkommandierte Polizeikräfte wahrgenommen. 
Vor dem Bunker wurde ein Löschwasserteich angelegt, da die Löschwasserversorgung in Vilich-Müldorf, wie schon bei den Luftschutzübungen vor dem Krieg erkannt, auf Grund der zu kleinen Zubringerleitungen nicht ausreichend war. Die Kosten für diesen und die zusätzlich angelegten Teiche in Niederholtorf und Geislar betrugen ca. 30.000 Reichsmark.

## Luftkrieg
Die erste Bombe auf Beuel fiel am 16. Mai 1940. In der Nacht vom 12. auf den 13. November 1940 folgte die erste Bombe in Vilich-Müldorf, die erheblichen Schaden anrichtete. Am 26. September 1944 verursachte eine Sprengbombe erneut einen erheblichen Schaden, es wurden zehn Häuser mittelschwer und 40 leicht beschädigt. Nach dem großen Luftangriff auf Bonn am 18. Oktober 1944, bei dem auch Beuel schwer getroffen wurde, vermehrten sich die Bombenangriffe auf Bonn und Beuel. Allein zwischen dem 1. Januar 1945 und Ende Februar wurden 297 Fliegeralarme registriert. Zusätzlich wurde auch der Flughafen Hangelar verstärkt angegriffen, wodurch auch das Beueler Stadtgebiet betroffen war. Vilich-Müldorf wurde am 21. März 1945 ohne Kampfhandlungen befreit.

## Heutige Verwendung
Nach dem Zweiten Weltkrieg wurde das Löschwasserbassin zum Freibad ausgebaut. Im Bunker wurden die sanitären Anlagen für den Freibadbetrieb und eine Wohnung für den Bademeister eingerichtet.
Nach der Schließung des Bades im Jahr 1982 erfolgte der Rückbau des Freibades. Der Bunker und das dazugehörige Gelände wurden durch Erbbaurechtsvertrag an den Bürgerverein Vilich-Müldorf e. V. übergeben. Der Bunker und die 1988 angebaute Mehrzweckhalle werden heute durch die ortsansässigen Vereine genutzt.